# Однополые браки в Калифорнии

Штат Калифорния на карте США

Каждый американский штат до 2015 года мог самостоятельно решать вопрос о статусе однополых браков и других форм однополых гражданских союзов на своей территории. Положение с однополыми браками в Калифорнии долгое время оставалось очень запутанным. В этом штате такие браки вводились и отменялись несколько раз. С 1999 года однополые пары (а также некоторые разнополые пары, один из членов которых не моложе 62 лет) в Калифорнии имеют право на заключение так называемого «домашнего партнёрства» (англ. domestic partnership). Такие партнёрства, однако, неравнозначны браку и дают зарегистрированной паре многие, но не все права, защиту и льготы, а также не все обязательства, которыми наделены традиционные разнополые супруги.
В феврале 2004 года однополые браки заключались в калифорнийском городе Сан-Франциско по самовольной инициативе городской мэрии. Позже в том же году все заключённые там браки были признаны недействительными, как нарушающие Конституцию штата. Позднее 16 июня 2008 года однополые браки, однако, были легализованы на территории всего штата. Вскоре, согласно проведённому 4 ноября 2008 года референдуму, в штате регистрация однополых браков была запрещена, однако все однополые браки, заключённые в период с 16 июня по 4 ноября 2008 года, в том числе и за пределами Калифорнии, по-прежнему признавались штатом.
После многочисленных судебных процессов в различных инстанциях 26 июня 2013 года Верховный суд США оставил в силе решение Девятого окружного апелляционного суда, постановившего ранее, что штат не может отнять у однополых пар право регистрировать свои отношения, если это уже было разрешено. 29 июня 2013 года заключение однополых браков в Калифорнии было возобновлено. В июне 2015 года решением Верховного суда США по делу «Обергефелл против Ходжеса» однополые браки были легализованы на всей территории США.

## Ситуация до 1999 года
Ещё в 1977 году в Калифорнии был принят акт 67, поясняющий § 4100 и § 4101 калифорнийской «Книги гражданских законов» (англ. California Civil Code), уточняя, что заключение брака возможно лишь между мужчиной и женщиной. Оба параграфа в 1992 году были без изменения включены как § 300 и § 301 в Семейный кодекс Калифорнии.
Уже в 1980-е годы в обществе дискутировалось о признании однополых сожительств в различных коммунальных и бытовых вопросах, в вопросах страхования и т. д. В середине 80-х годов некоторые крупные города (Западный Голливуд, Беркли, Санта-Круз) дали некоторые минимальные права однополым парам.
В 1989 году в Сан-Франциско был принят закон Board of Supervisors, который приравнивал гомосексуальные пары к гетеросексуальным бракам.
В последующие годы калифорнийским парламентом были предприняты несколько попыток принятия похожих законов на уровне штата, однако ни один из законопроектов не прошёл:
- Assembly Bill 627 (1995) — не представлен на утверждение парламенту[5];
- Assembly Bill 54 / Murray-Katz Domestic Partnership Bill (1997) — не принят[6];
- Assembly Bill 1059 (1997) — наложено губернаторское вето[7];
- Senate Bill 75 (1999) — наложено губернаторское вето[8].

## Закон о домашних партнёрствах

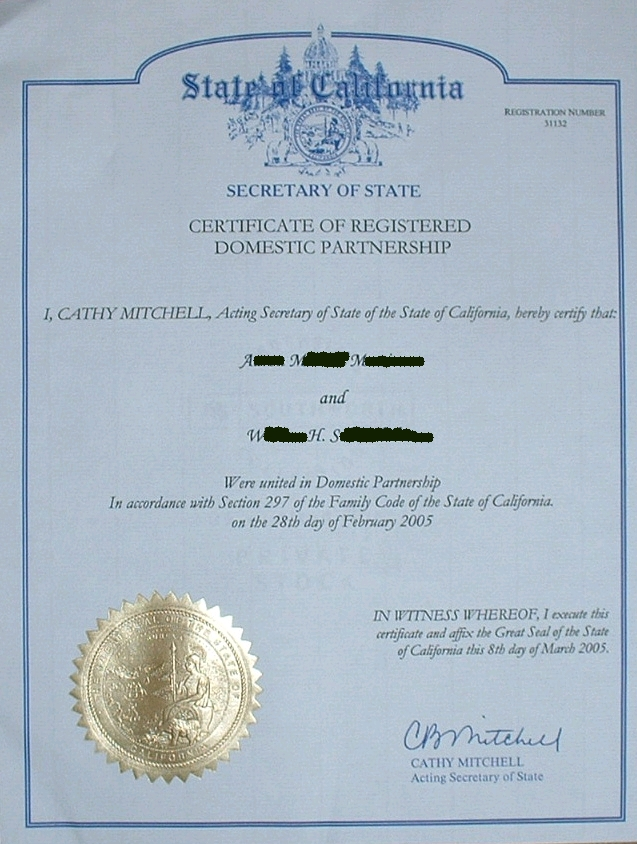
Свидетельство о заключении «домашнего партнёрства» в Калифорнии.

В 1999 году при губернаторе Грее Дэвисе (англ. Gray Davis) был принят закон о «домашних партнёрствах» (закон получил название Assembly Bill 26). Это был первый закон о «домашних партнёрствах» в истории США. Первоначальный закон охватывал лишь самый минимальный спектр прав, который в последующие годы был значительно расширен. Однако, даже сегодня (по состоянию на март 2009 года) домашние партнёрства во многом отличаются от браков.
Для подачи заявления на заключения домашнего партнёрства заявители должны удовлетворять определённым требованиям. Заявители должны достигнуть 18 лет, проживать совместно и не состоять в браке или другом домашнем партнёрстве. Они не должны состоять в кровном родстве, быть одного пола или разного пола (в этом случае один из них должен быть не моложе 62 лет и один или оба из них должны отвечать установленным критериям, предусмотренным Законом о социальном обеспечении).
Хотя домашние партнёрства дают зарегистрированным партнёрам множество прав и взаимных обязанностей, они отличаются от брака по многим пунктам:
- Пары, подающие заявление для регистрации домашнего партнёрства, должны проживать вместе; для желающих пожениться это не обязательно.
- Лица, желающие заключить домашнее партнёрство, должны быть старше 18 лет; брак с согласия родителей возможен и до 18 лет.
- В отличие от браков, партнёрства не могут заключаться «конфиденциально» без свидетелей.
- Партнёры дискриминированы в некоторых вопросах, связанных со страхованием.
- Процесс прекращения домашнего партнёрства является более сложным и дорогим, чем развод.

Различные формы однополых партнёрств, заключённых в других штатах США и других государствах признаются в Калифорнии как домашние партнёрства, если они по существу эквивалентны калифорнийским партнёрствам. Однополые браки, заключённые в юрисдикциях, признающих такие браки, также признаются в Калифорнии, если они были заключены до принятия Поправки 8 (то есть в период с 16 июня по 4 ноября 2008 года включительно) и как домашние партнёрства, если брак был заключён после принятия поправки.

## Референдум 2000 года
§§ 300—301 Семейного кодекса Калифорнии разрешали в штате заключение браков лишь между мужчиной и женщиной. Однако, согласно § 308, Калифорния признавала все браки, заключённые в других штатах и государствах, согласно действующему в них брачному законодательству. Хотя на тот момент однополые браки не были признаны ни в одной стране мира и ни в каком из штатов США, противники «гомо-браков» уже тогда видели возможную угрозу в этой «дырке» в калифорнийском законодательстве. В 2000 году в результате референдума с 61,4 % голосов (против 38,6 %) был принят дополнительный параграф § 308A, признающий в Калифорнии лишь гетеросексуальные браки, заключённые за пределами штата (так называемая «поправка 22» — Proposition 22).

## Сан-Франциско

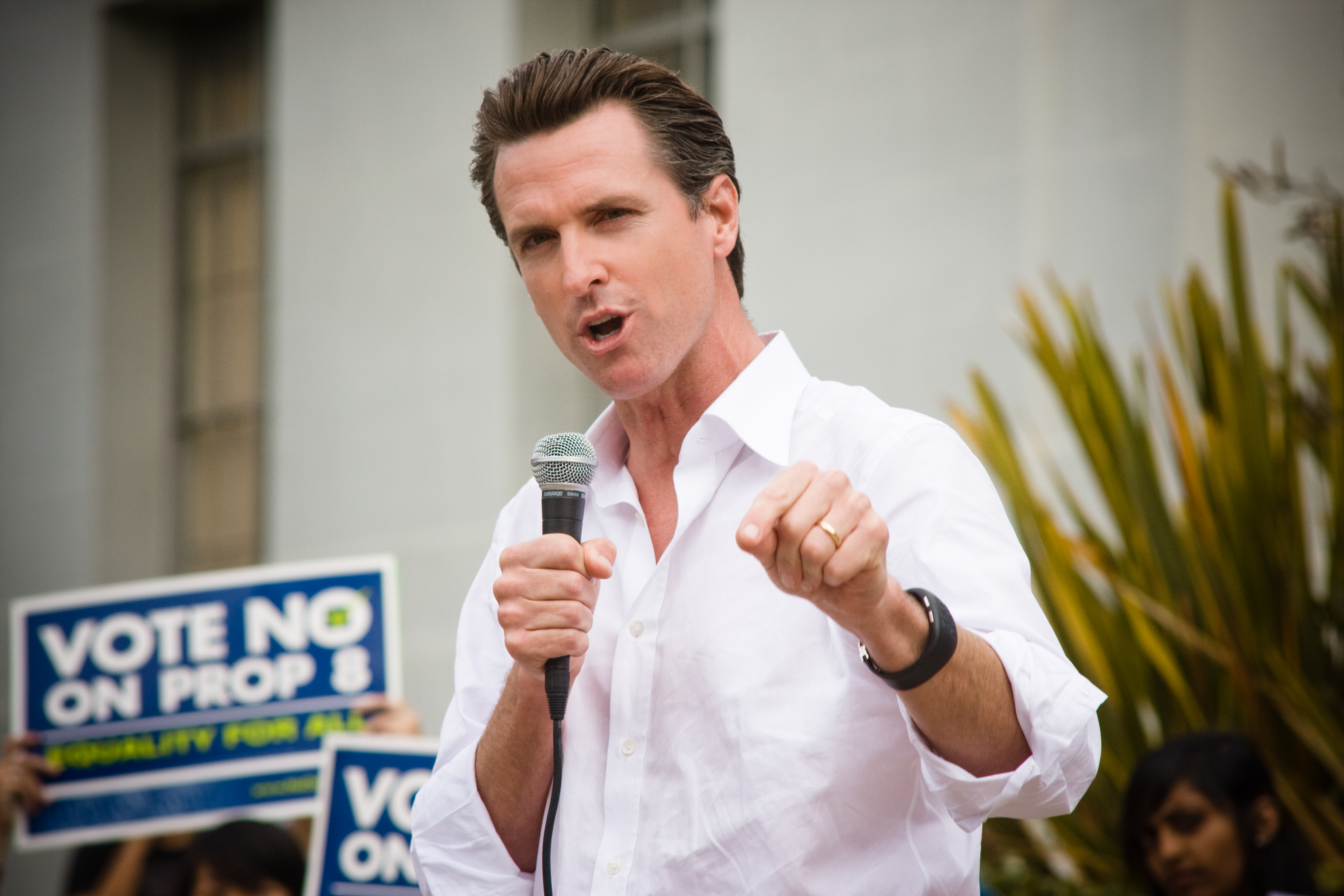
Мэр Сан-Франциско Гэвин Ньюсом выступает в поддержку однополых браков

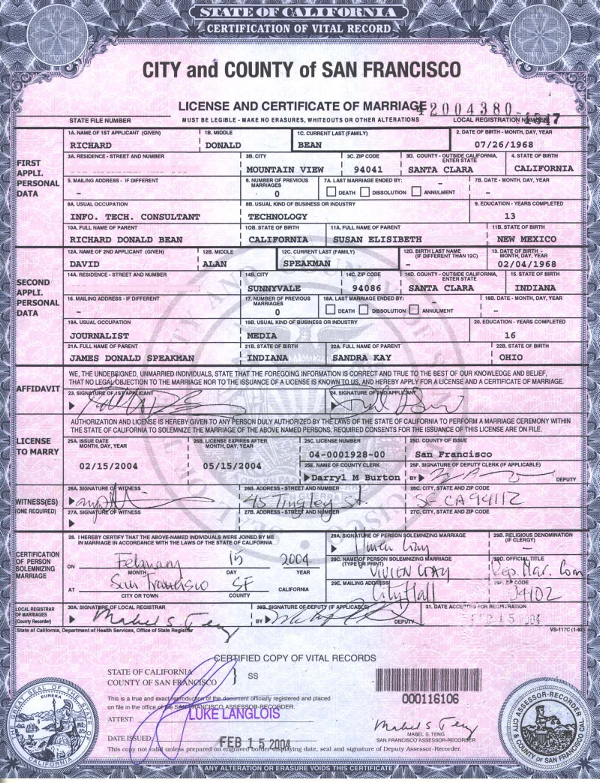
Свидетельство о браке, выданное однополой паре в Сан-Франциско в 2004 году

3 января 2004 года мэром калифорнийского города Сан-Франциско был избран Гэвин Ньюсом (англ. Gavin Newsom), который уже с 12 февраля самовольно начал практиковать выдачу свидетельств о браке однополым парам.
В ответ на это активисты Фонда защиты брака (англ. Alliance Defense Fund) подали на мэра жалобу в Верховный суд штата Калифорния, так как подобная практика противоречила законодательству штата, по которому в брачные отношения могли вступать лишь один мужчина и одна женщина.
Однако Верховный судья отказался удовлетворить запрос генерального прокурора штата Билла Локиера (англ. Bill Lockyer) о запрещении однополых браков и об отзыве брачных лицензий, уже выданных однополым парам с 12 февраля, не усмотрев в них непосредственного вреда.
Со своей стороны, власти Сан-Франциско во главе с мэром в феврале 2004 года подали иск против штата Калифорния, требуя пересмотреть брачное законодательство. Действующие калифорнийские законы определяли брак как «союз между мужчиной и женщиной», лишая тем самым однополые пары возможности узаконить свои отношения. Подача иска состоялась через неделю после того, как мэр Гэвин Ньюсом приказал секретарю округа начать выдачу свидетельств о браке однополым парам, чем и воспользовалось к моменту подачи иска уже более 3 тысяч однополых пар.
Губернатор штата Калифорния Арнольд Шварценеггер выступил с резкой критикой подобной практики и заявил о намерении противодействовать попыткам узаконивания в штате гомосексуальных браков.
Вскоре примеру мэра Сан-Франциско последовал Джейсон Уэст (англ. Jason West), мэр города Нью-Пальц в штате Нью-Йорк: 27 февраля 2004 года он торжественно поженил 21 однополую пару. Позиция мэра вызвала возмущение губернатора штата Нью-Йорк Джорджа Патаки. Против мэра прокуратурой было возбуждено уголовное дело. Уже в начале марта стало известно, что суд штата Нью-Йорк признал Уэста невиновным. Мэр пообещал продолжить регистрации однополых пар. Уже в июне суд признал все заключённые Уэстом браки законными и непротиворечащими ни Конституции штата, ни Конституции США.
В марте 2004 года губернатор Шварценеггер пересмотрел свою позицию и в прямом эфире популярного телешоу Джея Лено заявил, что не считает необходимым внесение конституционных поправок, направленных против однополых браков. Также он отметил, что «не против однополых семей, если большинство готово голосовать за них».
11 марта 2004 года Верховный суд Калифорнии всё-таки удовлетворил запрос генерального прокурора штата Билла Локиера и приостановил дальнейшую регистрацию однополых браков в Сан-Франциско на время проверки законности такой регистрации. Вопрос о статусе более 4150 уже заключённых в Сан-Франциско браков был перенесён в суды низших инстанций. Позднее в августе 2004 года Верховный суд всё-таки аннулировал более 4 тысяч браков, заключённых в Сан-Франциско в 2004 году.
В ответ на это город Сан-Франциско и 15 однополых пар подали жалобу в суд первой инстанции. 14 марта 2004 года суд удовлетворил жалобу истцов, признав действия мэра Сан-Франциско законными. Решение суда было обжаловано властями штата Калифорния. Верховный суд Сан-Франциско в лице судьи Ричарда Крамера постановил, что запрет на однополые браки нарушает права геев и лесбиянок. Но 10 июля 2006 года Апелляционный суд Калифорнии обжаловал решение Верховного суда Сан-Франциско и вынес постановление о запрете однополых браков. В ответ город Сан-Франциско обратился с апелляцией в Верховный суд штата Калифорния.

## Легализация однополых браков на уровне штата

### Ранние инициативы (2004—2007)
В сентябре 2004 года губернатор Калифорнии Арнольд Шварценеггер подписал закон, дающий гомосексуалам право на страховку вместе с их постоянными партнёрами. Закон вступил в силу в начале следующего года.
В январе 2005 года демократами был предложен новый законопроект AB19, предлагавший изменить определение брака в «союз между любыми двумя людьми». Обе палаты Парламента штата Калифорния с очевидным большинством утвердили законопроект, на который было наложено вето губернатором Шварценеггером. Он отмечал: «Этот закон вносит только неясность. Если запрет однополых браков противоречит Конституции, то в этом законе нет необходимости. Если же запрет конституционен, то этот закон не имеет силы». По словам Шварценеггера, решение о конституционности однополых браков должно быть принято судом или в результате народного референдума.
В 2006—2007 годах калифорнийский Парламент нового созыва снова разработал законопроект о легализации однополых браков. Шварценеггер снова наложил на законопроект своё губернаторское вето, объясняя своё решение всё теми же причинами, что и двумя годами ранее.

### Легализация однополых браков (2008)

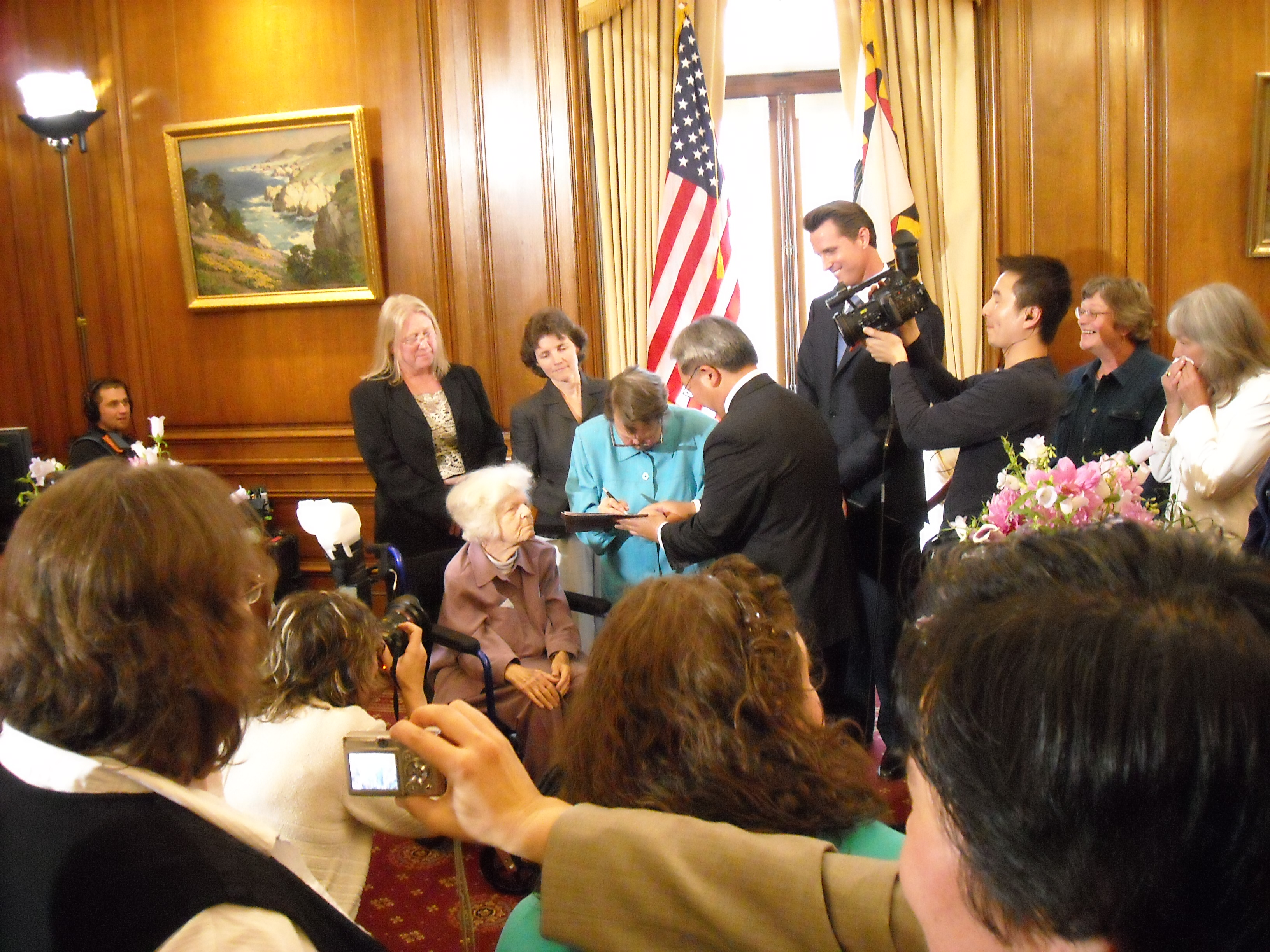
Свадьба Дэл Мартин и Филлис Лайон. Сан-Франциско, 16 июня 2008.

15 мая 2008 года Верховный суд Калифорнии 4 голосами «за» и 3 голосами «против» постановил, что утверждение о признании браков только между представителями разных полов нарушает конституционное право граждан на равенство перед законом. Таким образом, Верховный суд Калифорнии отменил запрет на однополые браки. Регистрация однополых браков по всему штату началась 16 июня 2008 года.
К моменту принятия решения лишь власти штата Массачусетс признавали однополые браки. Кроме того, законы штатов Калифорния, Нью-Джерси и Вермонт предоставляли геям и лесбиянкам возможность заключения однополых гражданских союзов.
Первой зарегистрированной парой стали Дэл Мартин и Филлис Лайон — лесбийская пара, прожившая вместе 55 лет и стоявшая у истоков движения за права ЛГБТ и феминистского движения, основавшая первую в США социально-правозащитную организацию лесбиянок «Дочери Билитис».

## Референдум 2008 года

Референдум 4 ноября 2008 года:
— за принятие поправки;
— против поправки

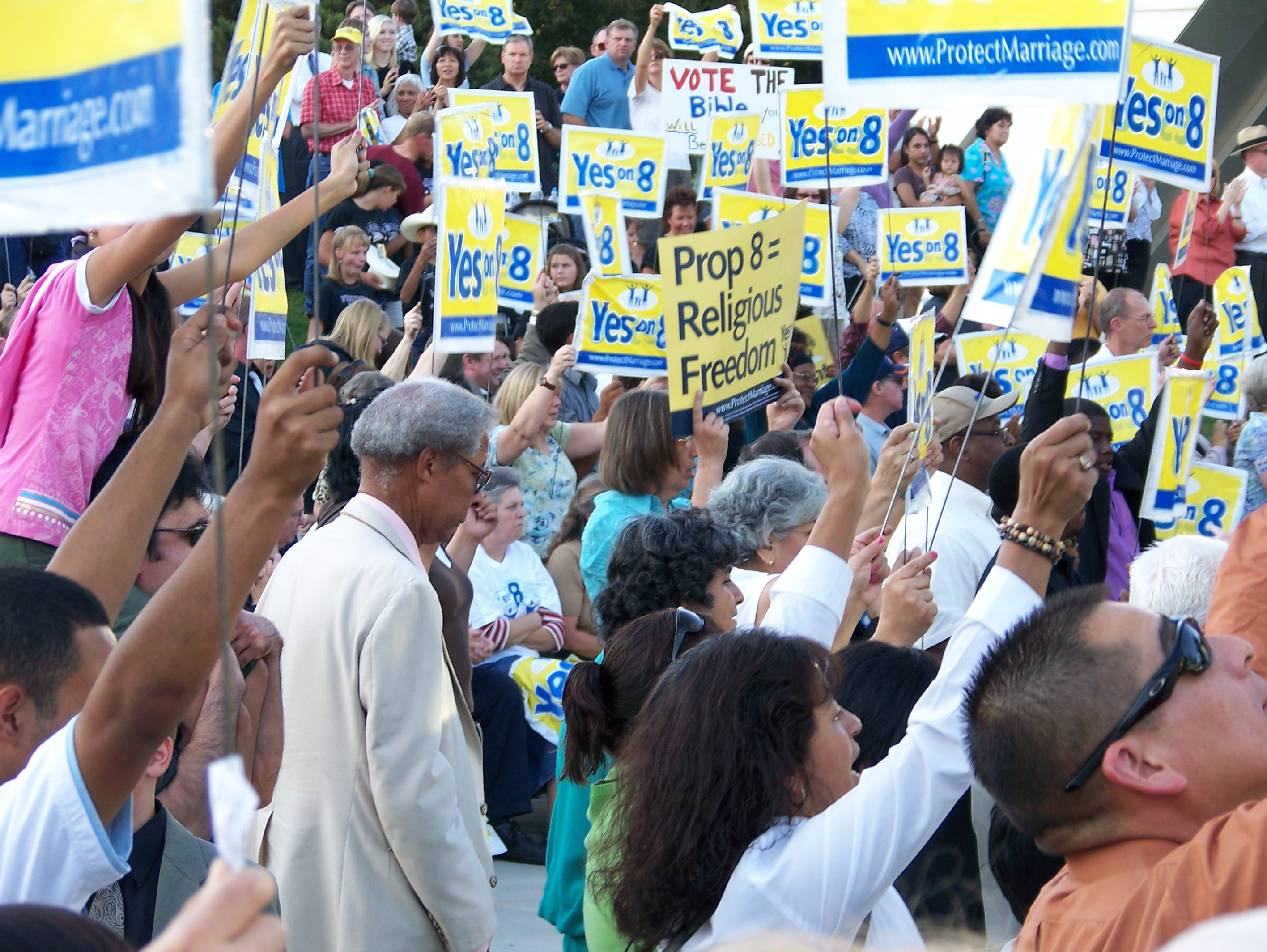
Митинг в поддержку принятия «Поправки 8», октябрь 2008 года

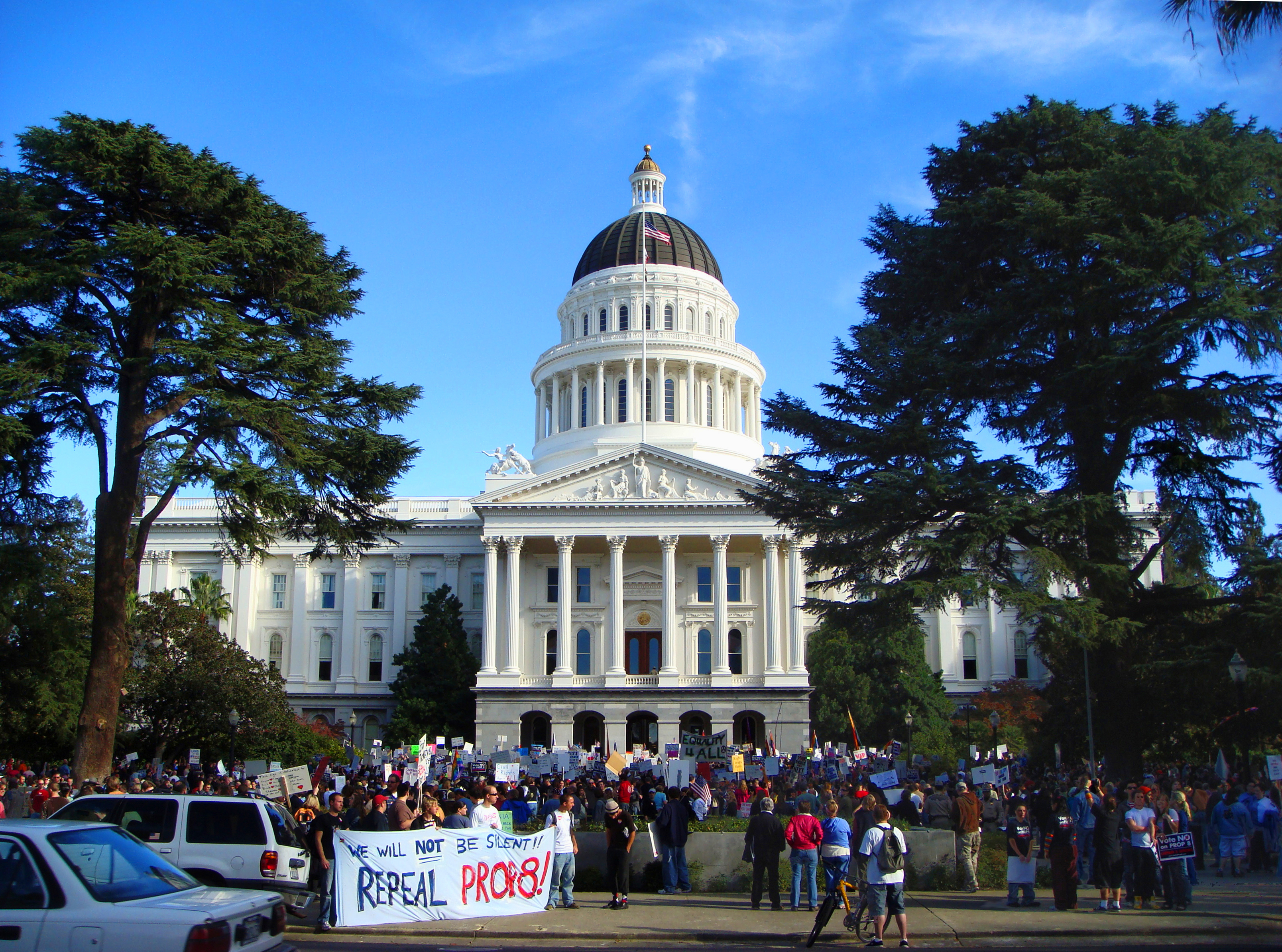
Протесты против «Поправки 8» перед зданием Капитолия в Сакраменто, 9 ноября 2008 года

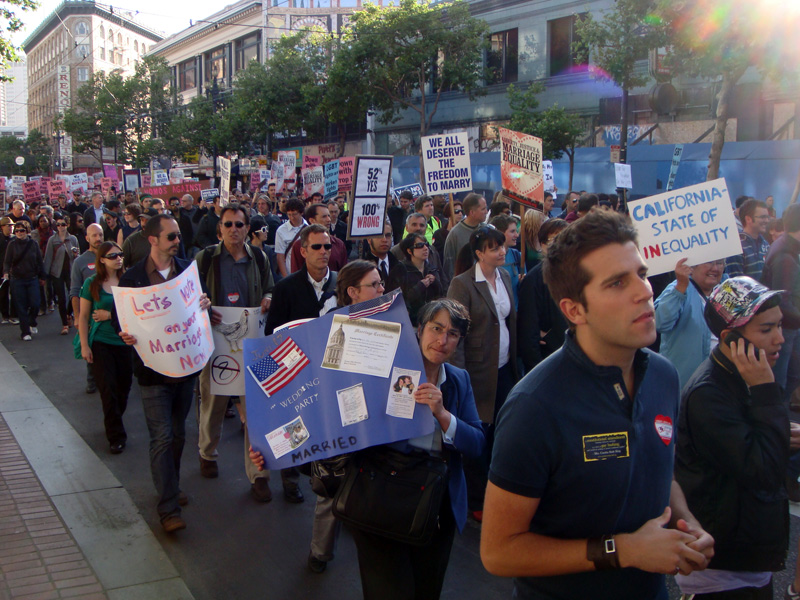
Протесты в Сан-Франциско в мае 2009 года против отмены однополых браков

После вердикта Верховного суда Калифорнии власти штата решили вновь вынести вопрос о законности заключения однополых браков на референдум 4 ноября 2008 года. По данным референдума за запрет однополых браков высказались 52 % жителей Калифорнии, против были 48 % (разница составила немногим менее 600 тысяч голосов). Таким образом, в конституции Калифорнии была утверждена так называемая «Восьмая поправка» (англ. Proposition 8), определяющая брак как «союз между мужчиной и женщиной». Таким образом, заключение однополых браков было отменено.
На следующий день, 5 ноября 2008 года противники «Восьмой поправки» возбудили три судебных процесса в Верховном суде Калифорнии с целью признания итогов референдума не имеющими силу по причине того, что принятое решение изменяет действующую Конституцию (а не уточняет её), на что имеют право лишь органы законодательной власти, а не народ. Подобные прецеденты в прошлом имели место, и Верховный суд Калифорнии уже отменял итоги двух референдумов по причине того, что они вели к изменению Конституции штата. Юристы придерживаются разных мнений о том, является ли «Поправка 8» изменением или уточнением Конституции.
Реакцией на запрет однополых браков стали также массовые акции протеста в Лос-Анджелесе, Сан-Диего и других крупных городах Калифорнии. Судьба примерно 18 тысяч однополых пар, успевших оформить брак в период с 16 июня 2008 года вплоть до 4 ноября 2008 года включительно, оставалась окончательно не ясна.
Верховный суд штата Калифорния принял к рассмотрению иски от различных организаций, выступающих против запрета однополых браков, среди них: Калифорнийский совет церквей, Генеральный синод Объединённой церкви Христа, Прогрессивный еврейский альянс, Унитарианская универсалистская ассоциация общин, Американский союз гражданских свобод (ACLU), правозащитная организация Lambda Legal, Национальный центр прав лесбиянок.
Генеральный прокурор штата Джерри Браун в марте 2009 года заявил, что проведённый референдум является ущемлением большинством прав меньшинств, поэтому противоречит Конституции.
Постановление Верховного суда Калифорнии от 26 мая 2009 года 6 голосами «за» и 1 голосом «против» оставило в силе результаты референдума, по которым брак определяется как «союз между мужчиной и женщиной». Тем не менее суд постановил, что все 18 тысяч однополых браков, заключенных на территории штата до ноябрьского референдума, будут считаться действительными и законными.
В ходе судебных разбирательств возник также вопрос о статусе однополых браков, заключённых в период с 16 июня по 5 ноября 2008 года за пределами Калифорнии. 11 октября 2009 года губернатор Арнольд Шварценеггер подписал закон, утверждённый калифорнийским Сенатом, придающий законную силу всем заключённым за пределами Калифорнии в указанный период однополым бракам.

## Последующие судебные процессы

### Разбирательства в Федеральном окружном суде
11 января 2010 года Федеральный окружной суд в Сан-Франциско приступил к рассмотрению иска двух однополых пар о конституционности запрета на однополые браки в Калифорнии. Процесс получил название «Перри против Шварценеггера» (англ. Perry vs. Schwarzenegger).
В результате многомесячного процесса 4 августа 2010 года судья Северного федерального окружного суда Калифорнии Вон Уокер (англ. Vaughn R. Walker) признал референдум 2008 года нарушающим конституционные права истцов. «Белый дом» поддержал отмену «Восьмой поправки».

### Разбирательства в Федеральном апелляционном суде
Решение судьи Уокера не вступило в силу незамедлительно, так как оно было обжаловано сторонниками запрета однополых браков и передано в Апелляционный суд. Начало слушаний обжалования было назначено на 6 декабря 2010 года в Апелляционном суде по девятому округу (которому подюрисдикционен штат Калифорния).
Тем временем 12 августа 2010 года судья федерального окружного суда Уокер принял решение, согласно которому запрет на заключение однополых браков должен был бы снят 18 августа 2010 года. Несмотря на это, 17 августа 2010 года Федеральный апелляционный суд удовлетворил жалобу противников однополых браков и продлил на неопределенный срок действие запрета на заключение однополых браков в Калифорнии. К этому моменту однополые браки были легализованы в пяти штатах США: Массачусетсе, Коннектикуте, Айове, Вермонте, Нью-Гэмпшире и в Федеральном округе Колумбия.
Однако 4 января 2011 года Апелляционный суд девятого округа США определил, что не может принять окончательное решение о конституционности запрета однополых браков до тех пор, пока Верховный суд Калифорнии не вынесёт вердикт о том, есть ли у сторонников «Поправки 8» полномочия отстаивать действующий запрет. Коллегия из трёх судей призвала Верховный суд Калифорнии решить, могут ли сторонники запрета однополых браков оспорить в апелляционном порядке решение нижестоящего суда, признавшего отказ истцам (нескольким однополым парам) в доступе к браку противоречащим Конституции США, в условиях, когда высшие должностные лица штата не желают этого сделать.
7 февраля 2012 года Федеральный апелляционный суд девятого округа США признал «Поправку 8» неконституционной, так как она нарушает права проживающих в штате Калифорния однополых пар. Таким образом, судьи поддержали постановление судьи Уокера, председательствующего в Северном федеральном окружном суде Калифорнии в 2010 году. Решение было принято двумя голосами против одного. В мотивационной части вердикта отмечается, что хотя, согласно Конституции, и разрешается введение законов, которые граждане считают желательными, однако Конституция требует легитимного обоснования введения законов, применяющих к разным категориям населения разные правила. В случае же «Поправки 8» такое обоснование отсутствует.

### Решение Верховного суда США
Противники однополых браков оспорили решение Федерального апелляционного суда в Верховном суде США. В марте 2013 года Верховный суд заслушал два дела по вопросу о конституциональности статуса однополых браков (дело США против Виндзор, касающееся федерального закона «О защите брака» и дело Холлингсуорт против Перри, касающееся калифорнийской «Поправки 8»).
26 июня 2013 года по второму иску, изначально инициированному двумя однополыми парами, успевшими зарегистрировать брак в Калифорнии до принятия «Поправки 8», Верховный суд оставил в силе решение Апелляционного суда девятого округа, признавшего ранее, что штат не может отнять у однополых пар право регистрировать свои отношения, если ранее это было разрешено. Пятью голосами против четырёх Верховный суд США отклонил апелляцию защитников «Поправки 8», мотивируя это тем, что у них нет правовых оснований (англ. standing) для того, чтобы оспаривать решение суда более низшей инстанции против данного запрета, который больше не пользуется поддержкой губернатора и генерального прокурора штата.
Федеральный апелляционный суд по девятому округу в Сан-Франциско следом за решением Верховного суда США также снял запрет на заключение однополых браков, и уже 29 июня 2013 года их заключение в Калифорнии было возобновлено.
Противники однополых браков снова попытались оспорить возобновление регистрации однополых пар теперь уже в Верховном суде штата Калифорния, куда 30 июня 2013 года ими была подана апелляция. Однако суд не принял к рассмотрению апелляцию, требующую вернуть запрет на регистрацию однополых браков.

## Интересные факты
- Эпизод «Поправка бесконечность» мультсериала «Футурама» иронизирует по поводу Поправки 8. (Как известно, символ бесконечности {\displaystyle \infty } изображается как лежащая на боку восьмёрка). В мультсериале хотят пожениться робот и человек, но «робосексуальные» браки между людьми и роботами запрещены.
- Судья Вон Уокер в прошлом участвовал в качестве адвоката обвинителя в судебном процессе против оргкомитета Гей-игр, в ходе которому ответчику было запрещено использовать слово «олимпийские»[78].